# Pavlovo (Oblast' di Nižnij Novgorod)
Pavlovo (in russo Павлово?) è una città della Russia europea centro-orientale, nell'oblast' di Nižnij Novgorod, capoluogo del rajon (distretto) Pavlovskij.

## Geografia
Sorge sulla riva destra del fiume Oka e dista circa 80 km da Nižnij Novgorod.

## Storia
Fondata probabilmente nel 1566, anno in cui per la prima volta è stata menzionata in documento cartaceo (una lettera di Ivan il Terribile datata 15 aprile 1566), ha ottenuto lo status di città nel 1919.